# Обезьяний мост
Обезьяний мост (яп. 猿橋 Сарухаси) — пешеходный деревянный мост через реку Кацура (в среднем и нижнем течении - Сагами) в квартале Сарухаси города Оцуки префектуры Яманаси, Япония. Построен на двух деревянных платформах, напоминающих перевёрнутые лестницы. Обезьяний мост официально внесён в список «мест сценической красоты Японии» наряду с мостом Кинтай (яп. 錦帯橋) и Синкё (яп. 神橋).

## Дизайн
Мост построен над обрывистым ущельем, по дну которого протекает река Кацура. Из-за невозможности установки опорных столбов для его создания использовалась конструкция ханэбаси (яп. 刎橋), активно применяемая в эпоху Эдо. В скалах предварительно были проделаны отверстия для четырех пар наклонных балок (яп. 羽根木 ханэги) с обеих сторон моста. Нижние короткие балки служат опорой для более длинных верхних. Каждая балка покрыта специальной «крышей», которая служит защитой от осадков и предотвращает гниение дерева.
Длина моста составляет 30,9 м, ширина — 3,3 м, он расположен на высоте 31 м над уровнем реки.

## История
Название связано с местной легендой, согласно которой обезьяны, сцепившись между собой, создали переправу через ущелье, позволив молодой паре перейти реку. История восходит к началу VII века эпохи Нара. Согласно более поздней версии, нестабильная система моста была настолько труднопроходимой, что перейти по нему могла только обезьяна.
В «Великой повести о Камакура» (яп. 鎌倉大草紙 Камакура о:дзоси), документе, повествующем о истории региона Канто в период Муромати, в начале XV века на этом мосту произошло столкновение между Асикага-но Мотиудзи и Такэда Нобунага. Также источник упоминает о перемещении моста Нобуёси Оямадой в 1520 году для обеспечения дополнительной защиты региона. Переправа была важным стратегическим пунктом для рода, поэтому для ее охраны был выделен отдельный отряд с 1524 года. В 1533 году Сарухаси был уничтожен в результате пожара и отстроен заново к 1540 году.
В 1487 году данную местность посетил буддийский монах и составил журнал, в котором дал описание моста.
Сарухаси стал самым известным мостом система ханэбаси, так как через него проходила знаменитый «тракт Косю», один из пяти важнейших дорог периода Эдо. Мосту посвящены многие литературные произведения, например, Огю Сорай и Сибуэ Тёхаку включили его описание в свои сборники. В 1880 году император Мэйдзи совершил поездку по префектуре Яманаси, переправившись 18 июня через Сарухаси.
25 марта 1932 года мост был объявлен одним из «мест сценической красоты Японии». На момент события Сарухаси находился в ведении местной деревни, однако у местных жителей не было средств на его содержание. Финансовая проблема была решена лишь в 1963 году, когда мост передали под юрисдикцию города Оцуки. В 1984 г. была проведена реконструкция моста, в ходе которой несущие деревянные консольные балки были заменены стальными коробчатыми. С фасадов они были обшиты деревянными балками, чтобы сохранить первоначальный вид моста.
Сейчас мост играет важную роль в сфере туризма: организуются экскурсии на лодках по реке Кацура. В середине лета проводится «фестиваль гортензии», во время которого популярно любование Сарухаси, вокруг которого расцветают цветы.

## В искусстве
Несколько известных японских художников изобразили Сарухаси на своих полотнах.
- В 1817 году художник укиё-э Кацусика Хокусай написал картину «Обезьяний мост в провинции Каи»[5] (см. внешние изображения), включив ее в седьмой том сборника «Манга Хокусая».
- В 1818 (1815)[15] году Сётэй Хокудзю создает еще одно полотно, посвященное Сарухаси (см. внешние изображения)[4]. На нем мост находится в центре композиции, по бокам и на заднем плане виднеется синее небо, что создает впечатление, будто бы строение повисло в воздухе. Эта гравюра может продемонстрировать уровень понимания перспективы японскими мастерами того времени[16].
- В 1841 году художник Утагава Хиросигэ путешествовал по «тракту Косю»[яп.], попутно делая заметки в своем дневнике, которые в дальнейшем послужили основой для многих его работ[6]: например, среди зарисовок встречались эскизы Сарухаси. Впоследствии Хиросигэ создал несколько гравюр, первая из которых была издана Такубо Ёсидзо в 1842 году[6].
- Кацусика Тайто II, ученик Хокусая, между 1843—1847 годами создал гравюру «Путешественники переправляются по мосту»[17]. Полная луна, изображенная ниже уровня Сарухаси, подчёркивает его высоту[18].
- Уже в эпоху Мэйдзи Сарухаси был изображен Кобаяси Киётикой в 1896 году. В отличие от многих своих предшественников художник вместо уходящей вдаль за мостом долины изобразил горное ущелье[19].

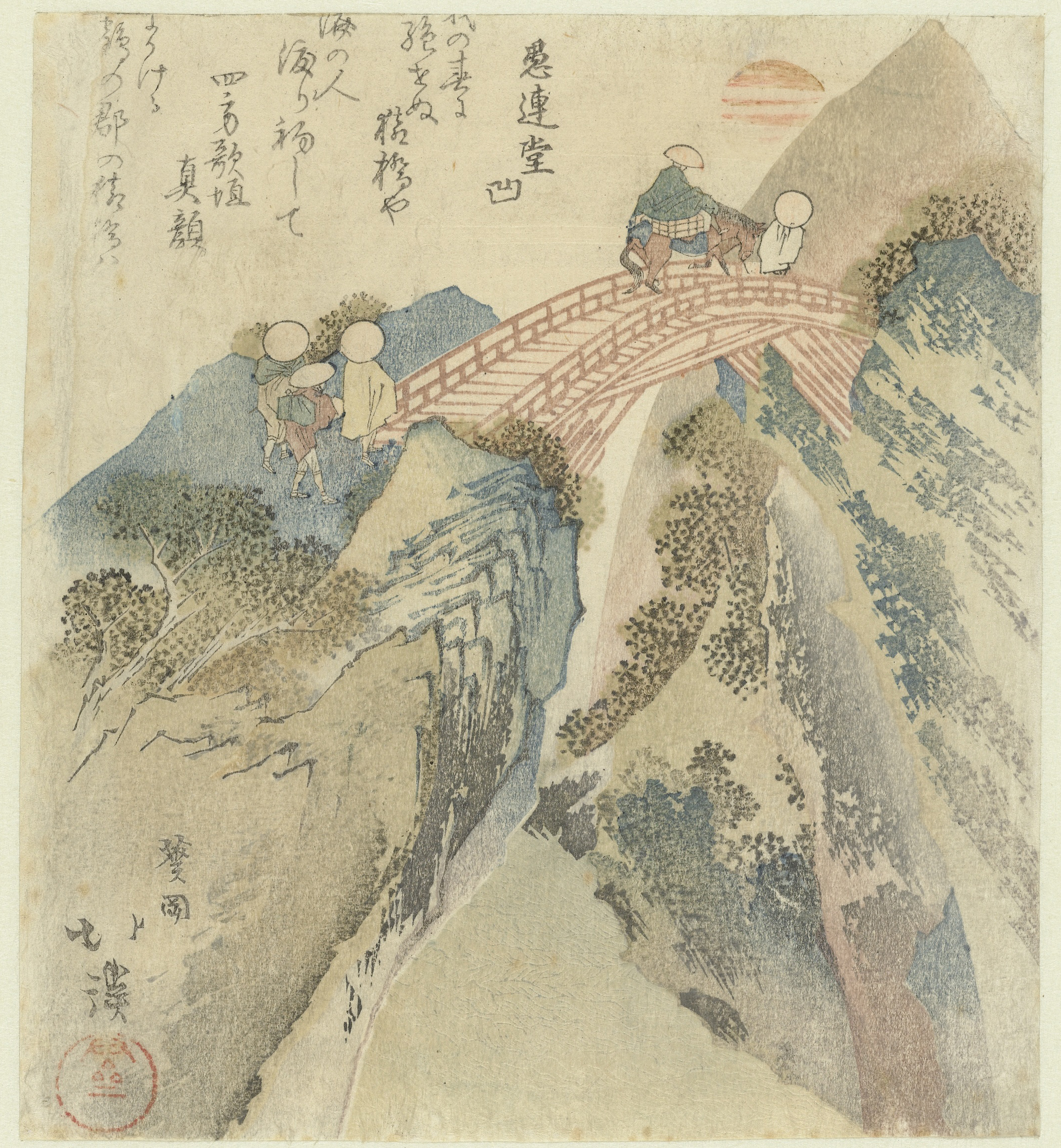
Полнолуние под Сарухаси (Тотоя Хоккэй, 1824 год)
Путешественники переправляются по мосту (Кацусика Тайто II)
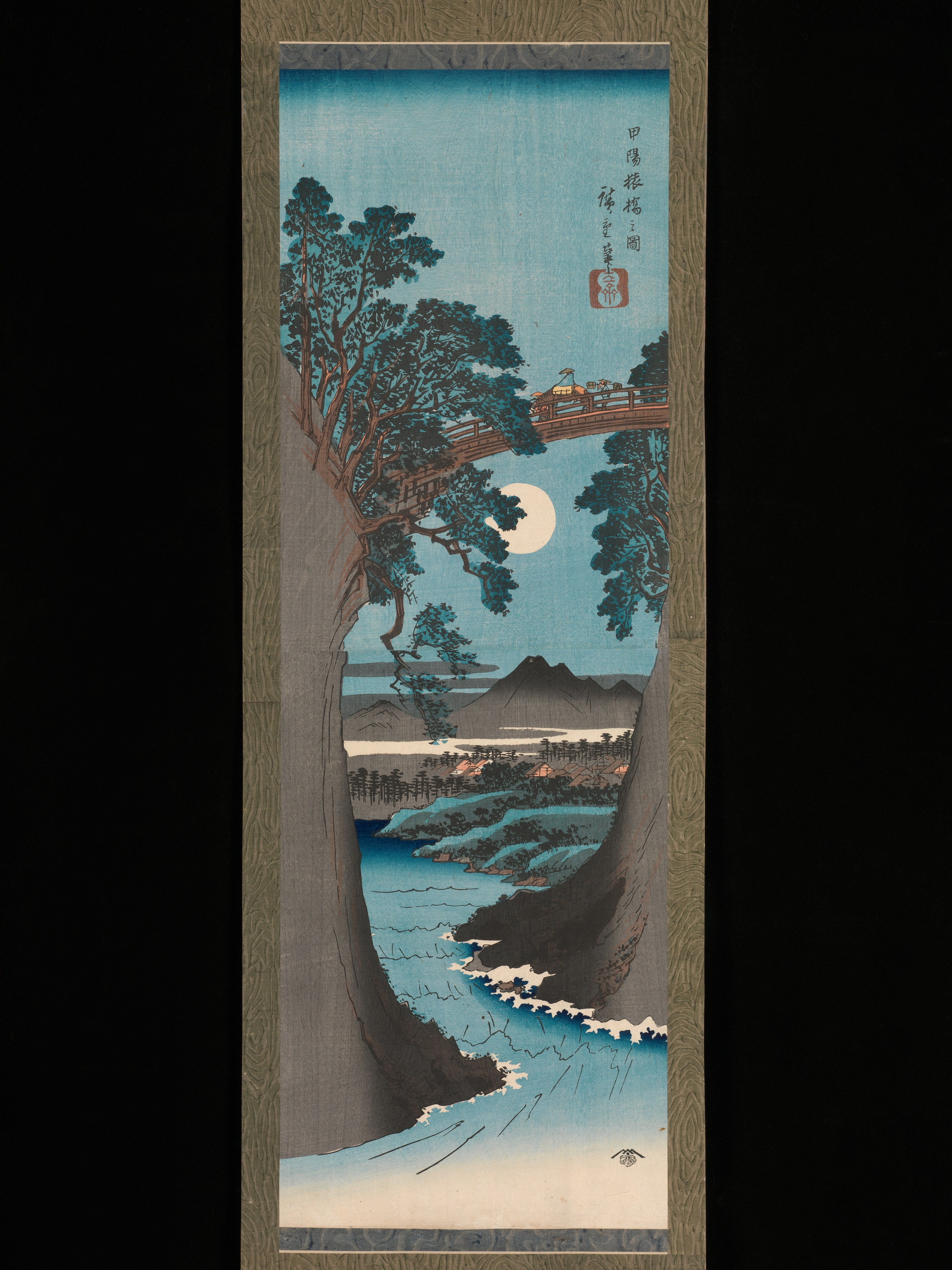
Обезьяний мост в провинции Каи (Утагава Хиросигэ, 1842 год)
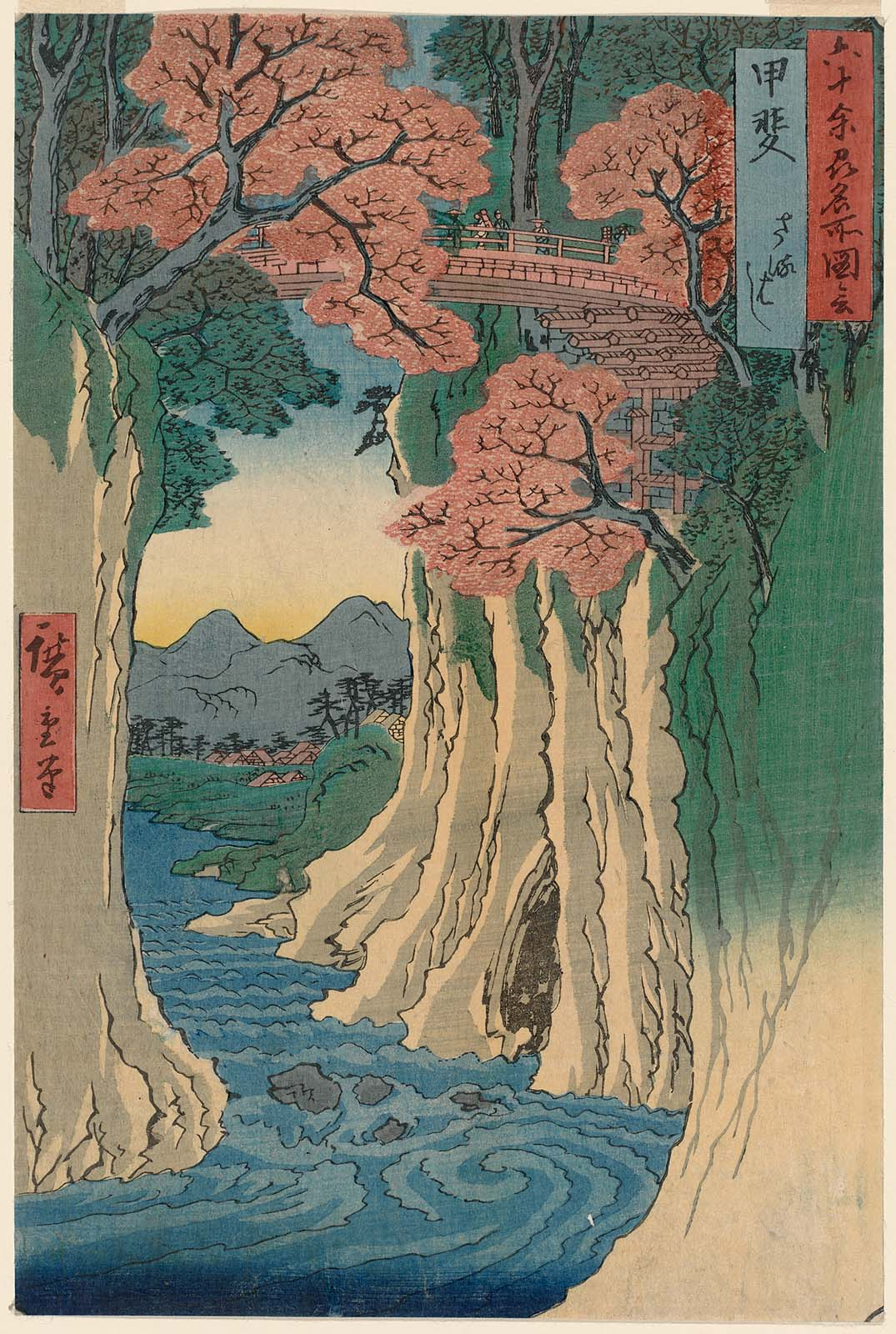
Провинция Кай, Обезьяний мост (Утагава Хиросигэ, 1853 год)
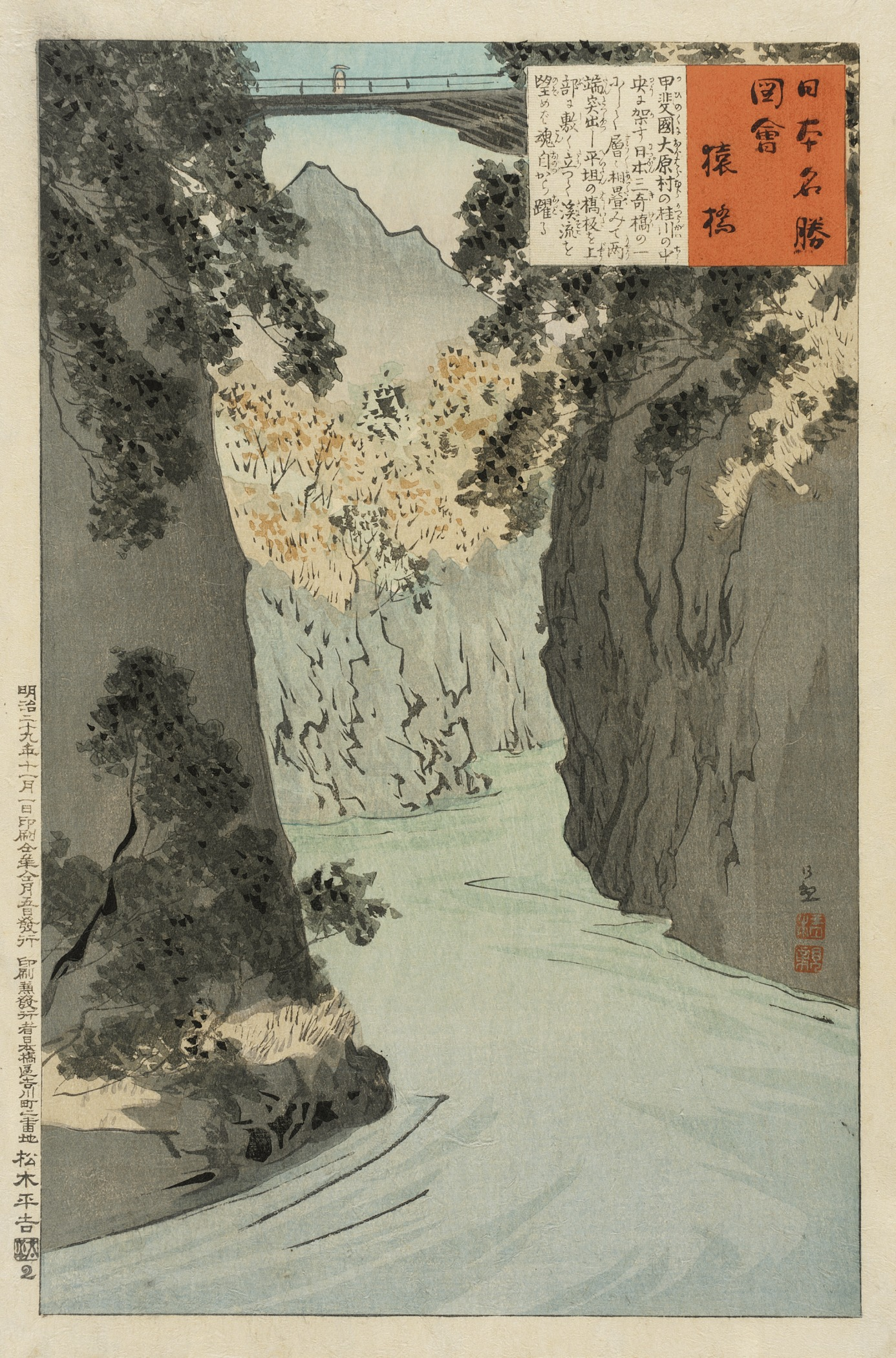
Обезьяний мост (Сарухаси) (Кобаяси Киётика, 1896 год)

## Список литературы
1. DK Travel (2010). DK Eyewitness Travel Guide Tokyo. Penguin. ISBN 9781465465122.
2. Amemiya, Kumi (October 2014). A Cultural Meaning of a Bridge―a bridge between the sacred and the profane (PDF). Studies in International Relations. Архивировано (PDF) 20 апреля 2021. Дата обращения: 20 апреля 2021.
3. Michener, James A. Japanese Prints.. — Boston : Tuttle Publishing, 2013. — ISBN 9781462903900.
4. Tansman, Alan (24 июля 2008). Japanese Bridges: A Translation of Yasuda Yojūrō's "Nihon No Hashi". The Journal of Japanese Studies: 257–261. ISSN 1549-4721.
5. 『日本歴史地名大系19 山梨県の地名』平凡社、1995年
6. 松村博『日本百名橋』、鹿島出版会、1998年。ISBN 4-306-09355-7